# Лец, Станислав Ежи
Стани́слав Е́жи Лец, настоящее имя Стани́слав Е́жи де Туш-Летц (пол. Stanisław Jerzy Lec, Stanisław Jerzy de Tusch-Letz; 6 марта 1909, Лемберг, Австро-Венгрия — 7 мая 1966, Варшава, Польша) — польский поэт, философ, писатель-сатирик и автор афоризмов.

## Жизнь и творчество

### Детство
Станислав Ежи Лец родился 6 марта 1909 года во Львове (тогда — Лемберг), крупном культурном центре Галиции, входившей тогда в состав Австро-Венгерской империи. Отец будущего писателя — австрийский дворянин еврейского происхождения барон Бенон де Туш-Летц. Станислав пользовался видоизменённой (Lec вместо Letz) второй частью двойной фамилии отца — Лец (что на идише означает «клоун», или «пересмешник») — как литературным псевдонимом. Родители будущего поэта перешли в протестантизм. Отец писателя умер, когда Станислав был ещё ребёнком. Его воспитанием занялась мать — урождённая Аделя Сафрин, представительница польско-еврейской интеллигенции, высоко ценившей образование и культуру. Польская, немецкая (австрийская) и еврейская составляющие его духовной личности на разных этапах жизненного пути писателя то гармонизировались ярким художественным дарованием, то вступали друг с другом в драматическое, порой мучительное противоречие. Начальное образование он получал в австрийской столице, так как приближение фронта (шла Первая мировая война) заставило семью переехать в Вену, а затем завершал его во львовской евангелической школе.

### Юность
Получив в 1927 году аттестат зрелости, юноша изучает в дальнейшем юриспруденцию и полонистику в университете Яна Казимежа во Львове.
В эту студенческую пору он начинает литературную деятельность, сойдясь с коллегами, живо интересующимися творчеством. Весной 1929 году молодые поэты устроили первый в их жизни авторский вечер, на котором прозвучали и стихи Леца, а в конце того же года в литературном приложении к популярной тогда газете Ilustrowany Kurier Codzienny (Иллюстрированный Ежедневный Курьер) было напечатано его дебютное стихотворение «Весна». «В нём говорилось, ясное дело, о весне, — пояснял Лец спустя годы, — но это не была традиционная весна, по настроению эти стихи выглядели… пессимистическими. А почему я выбрал именно IKC? Это издание выписывали и читали в нашем доме, а я хотел прослыть поэтом прежде всего в семье».
В 1931 году группа молодых поэтов, встречавшихся у Леца на квартире, начала издавать журнал Tryby (Наклонения), в первом номере которого он опубликовал стихи «Из окна» и «Плакат» (в последнем две завершающие строфы были выброшены цензурой). Тираж же второго номера издания почти полностью уничтожила полиция. В 1933 году во Львове выходит первый поэтический томик Леца Barwy (Цвета́).
В нём преобладали поэмы и стихи острого социально-политического звучания: оставшаяся кошмарным воспоминанием его детских лет Первая мировая война навсегда сделала поэта страстным антимилитаристом. В дебютном сборнике помещено стихотворение «Вино», полное мрачной и горькой иронии. Человеческая кровь, пролитая на множестве фронтов Европы во имя ложных догматов и националистических крестовых походов, кровь разных поколений и народов уподоблена им ценным винам урожайных лет, которые надо бережно хранить, чтобы предотвратить новые кровавые жатвы из окрестностей «Пьяве, Танненберга, Горлица».
В «Цветах» были также оглашены первые юмористические и сатирические фрашки Леца. Эту грань художественного дарования молодого поэта проницательно подметил и высоко оценил Юлиан Тувим — крупнейший мастер польского рифмованного слова того времени, включивший в свою знаменитую антологию «Четыре века польской фрашки» (1937) три стихотворения недавнего дебютанта.

### Предвоенная Варшава
Переехав в Варшаву, Лец регулярно публикуется в «Варшавском цирюльнике», становится постоянным автором «Шпилек», его произведения помещают на своих страницах многие литературные журналы во главе со «Скамандром». В 1936 году он организовал литературное кабаре Teatr Krętaczy (Театр пересмешников).
В этот период он начинает сотрудничать с варшавской газетой Dziennik Popularny (Популярный Ежедневник) — политическим изданием, пропагандировавшим идею создания антифашистского народного фронта, в котором публиковалась его ежедневная судебная хроника, вызывавшая особое раздражение «блюстителей порядка». После приостановки властями издания газеты, чтобы избежать грозившего ему ареста, Лец выехал в Румынию. Спустя некоторое время он возвращается на родину, крестьянствует в деревне на Подолье, служит в адвокатской конторе в Чорткове, затем, вернувшись в Варшаву, продолжает литературную и публицистическую деятельность.
Перед самой войной он завершает подготовку к печати обширного тома фрашек и подольской лирики под названием Ziemia pachnie («Пахнет землёй»), но выйти в свет книга уже не успела.

### Вторая мировая война
Начало войны застало Леца в его родном городе. Об этом страшном (и героическом) этапе своей жизни он рассказал позднее в нескольких скупых строчках автобиографии: «Пору оккупации я прожил во всех тех формах, какие допускало то время. 1939—1941 гг. я провёл во Львове, 1941—1943 гг. — в концлагере под Тернополем. В 1943 году, в июле, с места предстоявшего мне расстрела я сбежал в Варшаву, где работал в конспирации редактором военных газет Гвардии Людовой и Армии Людовой на левом и правом берегах Вислы. Потом ушёл к партизанам, сражавшимся в Люблинском воеводстве, после чего воевал в рядах регулярной армии».
После немецкого вторжения в Польшу 1 сентября 1939 года Лец бежал из Варшавы, вернувшись в свой родной Львов, где провёл 1939—1941 годы. В это время город вместе с остальными польскими восточными кресами входил в состав СССР. Лец включился в литературную жизнь под покровительством властей УССР. Он сотрудничал с журналом «Новые горизонты». Его стихи, сатира, статьи и переводы с русского публиковались в журнале «Красное знамя». В 1940 году он вступил в Союз писателей и стал членом редколлегии «Литературного альманаха» во Львове. Благодаря этой деятельности он стал одним из самых плодовитых просоветски настроенных польских писателей, создав многочисленные произведения, восхваляющие советский строй. После нападения нацистской Германии на Советский Союз он был заключён в трудовой лагерь в Тарнополе.
В русскоязычных и англоязычных Интернет-источниках популярна легенда, согласно которой при попытке бегства из концлагеря Лец был схвачен и приговорён к расстрелу. По легенде, эсэсовец заставил обречённого на смерть рыть себе могилу, но погиб сам от его удара лопатой по шее. Указанная версия событий не упоминается в польских и немецких источниках. О жизни Леца в концлагере рассказал его приятель Ян Шпивак. Согласно его версии, история с вырытой могилой имела другое содержание: «После агрессии Гитлера на СССР Лец был подвергнут коричневому террору. Нацисты в отличие от коммунистов не нуждались в его услугах и заключили писателя в концентрационный лагерь в Тернополе. Лец дважды избегал смерти, и каждый раз она была одета в чёрный мундир СС. Однажды напившись, эсэсовцы согнали целую группу заключённых на кладбище и приказали им стоять в смешных позах. Приятель Леца по-немецки спросил эсэсовца, в каких позах стоять. Эсэсовец был в бешенстве. Ты, проклятый еврей, сейчас мне расскажешь, в каких позах стоять? Вон! И пиная ботинком, он выгнал их с кладбища. В другой раз Лец стоял раздетый перед выкопанной им могилой и ждал расстрела, он бросился бежать в сторону лагеря, по нему начали стрелять, но не попали».
В 1944 году Лец совершил побег из концлагеря, добрался до Варшавы, где установил контакт с силами сопротивления и стал работать в подпольной прессе. В Прушкове редактировал газету Żołnierz w boju («Солдат в бою»), а на правом берегу Вислы — Swobodny narod («Свободный народ»), где печатал также свои стихи. В 1944 году, сражаясь в рядах первого батальона Армии Людовой, скрывался в парчевских лесах и участвовал в бою под Ромблувом. После освобождения Люблина вступил в 1-ю армию Войска Польского в звании майора. За участие в войне получил Кавалерский Крест ордена Polonia Restituta («Возрождённая Польша»).

### Послевоенные годы
В 1945 году, поселившись в Лодзи, Лец вместе с друзьями — поэтом Леоном Пастернаком и художником-карикатуристом Ежи Зарубой — возрождает издание популярнейшего юмористического журнала «Шпильки». На следующий год вышел его стихотворный сборник Notatnik polowy («Полевой блокнот»), включавший стихи военных лет и строфы, посвящённые сражениям партизанской поры и павшим товарищам поэта-солдата. Тогда же был опубликован томик его сатирических стихов и фрашек, созданных перед войной, — Spacer cynika («Прогулка циника»).

### Работа в дипломатической миссии
Подобно своим старшим коллегам по литературе в довоенное время (Ян Лехонь, Ярослав Ивашкевич) и писателям-ровесникам в первые годы после освобождения (Чеслав Милош, Тадеуш Бреза, Ежи Путрамент), привлекавшимся к дипломатической работе, Лец в 1946 году был направлен в Вену в качестве атташе по вопросам культуры политической миссии Польской Республики. Вскоре (1948) на родине опубликован томик его сатирической поэзии, созданной после войны, — Życie jest fraszką (Жизнь — пустяк), а затем (1950) сборник «Новых стихов», написанных в австрийской столице — городе его детства; отсюда в этих стихотворениях так много реминисценций, связанных с новым, свежим восприятием памятников искусства и архитектуры этого великого центра европейской культуры.

### Переезд в Израиль и возвращение в Польшу
Наблюдая из Австрии происходившие в Польше того времени процессы (утверждение режима партийной диктатуры, подавление творческой свободы и воли интеллигенции), Лец в 1950 году принимает трудное для себя решение и уезжает в Израиль. За два года, проведённых в этой стране, им написана «Иерусалимская рукопись» (Rękopis jerozolimski), в которой доминирует мотив переживаемой им острой тоски по родине. Содержанием этих стихов, сложенных во время странствий по Ближнему Востоку, стали поиски собственного места в ряду творцов, вдохновлённых библейской темой, и неотвязная память об убитых под другим, северным небом. Существование вне стихии польского языка и культуры, вдали от родных и друзей, привычного мазовецкого пейзажа становится мучительно-тягостным:
Туда, на север дальний, где некогда лежал я в колыбели,
Туда стремлюсь теперь, чтоб там же и отпели.
Написав эти строки, Лец в 1952 году вернулся в Польшу. В течение нескольких лет (до 1956) там действовал негласный запрет на публикацию его собственных произведений (как это было, скажем, с М. М. Зощенко и А. А. Ахматовой в СССР). Единственной оплачиваемой формой литературного труда становится для него переводческая работа, и он целиком посвящает ей себя, обращаясь к поэзии И. В. Гёте, Г. Гейне, Б. Брехта, К. Тухольского, а также современных немецких, русских, белорусских и украинских авторов.

### Польская «оттепель»

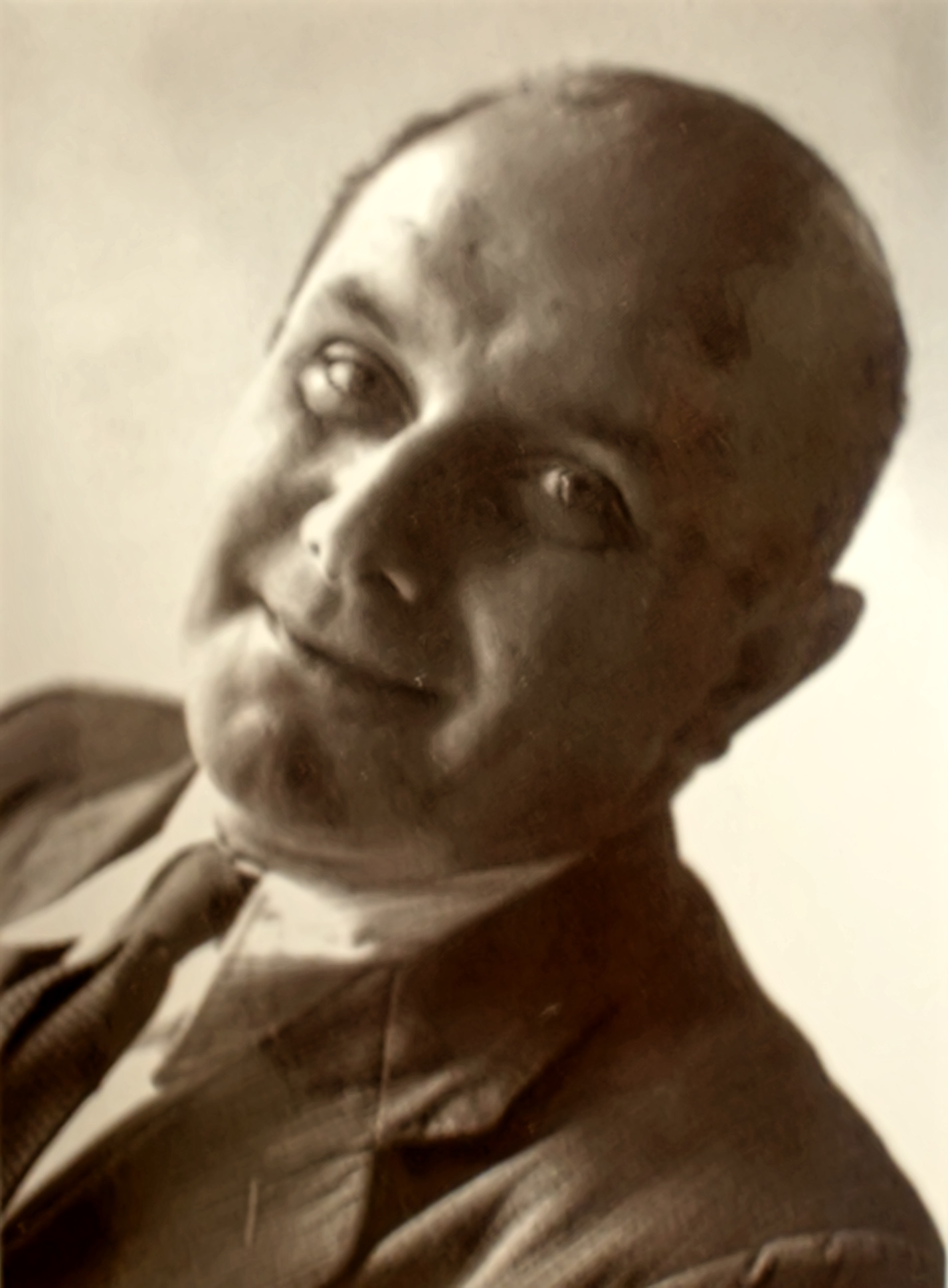
Станислав Ежи Лец

Во второй половине пятидесятых запрет снимается. Была опубликована «Иерусалимская рукопись» (1956). «Эти стихи, — писал Лец, — завершённые в середине 1952 года, по разным причинам, пролежали в ящике письменного стола вплоть до 1956 года. Я знаю, что это самая лиричная из моих книг. Каждый выпущенный томик является, по крайней мере для меня, спустя некоторое время как бы сочинением другого человека, которое — не стыжусь в этом признаться — читаешь порой даже с интересом. Тогда тебе открываются какие-то новые детали и в стихах, и между строчек».
Некоторые публицисты утверждают, что написанию книги Myśli nieuczesane («Непричёсанные мысли») способствовала атмосфера польской «весны» 1957 года.
В 1958 году вышла авторская антология «Из тысячи и одной фрашки», содержащая двух-четырёхстрочные стихи-эпиграммы, которых Лец сочинил великое множество.
Последние поэтические томики Леца — Kpię i pytam о drogę? («Насмехаюсь и спрашиваю про дорогу» — 1959), Do Abla i Kaina («Авелю и Каину» — 1961), List gończy («Объявление о розыске» — 1963), Poema gotowe do skoku («Поэмы, готовые к прыжку» — 1964) — отмечены, по свидетельству самого автора, наблюдаемой им у себя «склонностью ко всё большей конденсации художественной формы». Это относится и к опубликованному на страницах литературной прессы циклу «Ксении», состоящему из коротких лирико-философских стихотворений, и к серии прозаических миниатюр «Маленькие мифы», форму которых Лец определил как «новый вариантик непричёсанных мыслей с собственной фабулой-анекдотом».
В 1964 году появилось второе издание «Непричёсанных мыслей», а через два года поэт успел ещё подготовить том «Новые непричёсанные мысли», содержащий огромное разнообразие тем, среди которых особой популярностью пользовались его историософские афоризмы.
После долгой неизлечимой болезни Станислав Ежи Лец скончался 7 мая 1966 года в Варшаве. Похоронен на кладбище Воинское Повонзки.

## Семья
Был дважды женат: от Эльжбеты Русевич имел сына Яна и дочку Малгожату, а от Кристины Швентоньской — сына Томаша.